# 카슈미르회색랑구르
카슈미르회색랑구르(Semnopithecus ajax)는 랑구르에 속하는 구세계원숭이의 일종이다. 다른 회색랑구르처럼 잎을 먹는 원숭이이다. 파키스탄 쪽 카슈미르의 인도 서부와 네팔에서 발견된다. 이전에는 북부평원회색랑구르(Semnopithecus entellus)의 아종으로 간주되었고, 타라이회색랑구르(Semnopithecus hector)와 회색술랑구르(Semnopithecus priam)와 같은 여러 회색랑구르속(Semnopithecus) 종의 학명은 일리아스(The Iliad)의 등장 인물들의 이름에서 유래하였다.
카슈미르회색랑구르는 심각한 멸종위기종으로 간주되고 있다. 그 이유는 인간의 농업과 개발로 인해 서식지가 제한되고 개체군이 파편화 되고 있기 때문이다. 나무 위에서 생활하는 수목형 동물이며, 주로 낮에 활동하는 주행성 동물이다. 여러 종류의 숲뿐만 아니라 해발 2200 ~ 4000미터 사이의 지역에서 서식한다.
카슈미르회색랑구르가 새끼를 낳는 철은 1월부터 6월까지지만, 새로 태어나는 새끼의 거의 절반은 3월에 태어난다. 새끼는 대부분의 아시아 콜로부스보다 더 늦게 젖을 뗀다. 대부분의 아시아 콜로부스가 태어난 첫 해에 젖을 떼는 반면에 카슈미르회색랑구르는 평균적으로 약 25개월이 지나 젖을 뗀다. 이는 분명히 영양 상태가 부족해지기 때문인 데, 열악한 장소에서의 원숭이들은 좀 즞은 시기에 젖을 뗀다. 암컷이 새끼를 낳는 간격은 약 2.4년이다.
카슈미르회색랑구르는 첫 5개월에 이르기까지 공동으로 새끼를 보살핀다. 통상적으로 수컷은 새끼를 보호하지만, 가끔 새끼를 죽이는 경우도 일어난다.
대부분의 아시아 콜로부스 집단이 단 한 마리의 수컷에 여러 마리의 암컷으로 이루어져 있음에도 불구하고, 회색랑구르속(Semnopithecus) 종들은 여러 마리의 수컷이 있다고 알려져 있다. 카슈미르회색랑구르는 5마리나 되는 수컷이 포함된다. 암컷이 수컷에게 구애행동을 해서 교미를 시작하지만, 모든 구애행동이 교미로 이어지는 것은 아니다.